# Arthur Morrison
Pour les articles homonymes, voir Morrison.
Œuvres principales
- Série Martin Hewitt

Arthur Morrison, né le 1er novembre 1863 à Poplar, quartier de Londres, en Angleterre, et mort le 4 décembre 1945 à Chalfont St Peter dans le Buckinghamshire, est un écrivain britannique, mieux connu comme nouvelliste spécialisé dans le genre policier et créateur du détective de fiction Martin Hewitt, un des rivaux littéraires parmi les plus connus de Sherlock Holmes.

## Biographie
Il est clerc dans l'East End de Londres de 1886 à 1990 et occupe aussi le poste de rédacteur et d'éditeur-adjoint au Palace Journal de 1889 à 1890. Après cette date, et jusqu'en 1913, il est journaliste indépendant et travaille à la pige. Il est également collectionneur et expert en peintures chinoises et japonaises. Son importante collection de tableaux d'Extrême-Orient sera acquise par le British Museum après sa mort.
En littérature, il « est considéré comme pionnier du naturalisme dans la tradition de Charles Dickens, en particulier pour ses nouvelles réunies dans Tales of Mean Streets (1894) et son roman A Child of the Jago (en) (1896), qui ont pour cadre les bas-fonds de Londres », ainsi que pour The Hole in the Wall (1902), récit en partie autobiographique, qui se déroule dans l'East End. Comme beaucoup de ses contemporains, Morrison publie aussi dans la veine fantastique, notamment The Shadows Around Us: Authentic Tales of the Supernatural en 1891.
Il demeure encore connu aujourd'hui parce qu'il crée en 1894, pour The Strand Magazine, le personnage de Martin Hewitt, héros de vingt-cinq nouvelles policières et un roman. « À l'époque, cet enquêteur concurrence Sherlock Holmes, sans toutefois le surpasser ». Tout comme son créateur, Hewitt est d'abord jeune clerc dans un cabinet d'avocat de l'East End. Malgré sa position de subalterne, il parvient à rassembler des preuves qui permettent à son employeur de gagner un procès dans une affaire d'héritage. Dès lors, sollicités par d'autres juristes, il s'établit à son compte et devient détective privé. « Le secret de cet enquêteur, séduisant par sa simplicité et ses capacités de déduction, se résume à un peu de bon sens et une paire de prunelle qui voient clair ». Homme solitaire, il possède, tout comme son rival Holmes, un historiographe en la personne du journaliste Brett qui loge au-dessus de son bureau, car les deux hommes « ont sympathisé le jour où un incendie s'est déclaré chez le détective. ». Après cette mésaventure, où Brett lui a été d'un appréciable secours, Hewitt donne au journaliste l'autorisation de raconter ses exploits « qui, de nos jours, conservent un certain charme ».
En 1897, Arthur Morrison crée, le temps de quelques nouvelles, reprises dans le recueil Dorrington, détective marron (The Dorrington Deed Box, 1897), le personnage de Horace Dorrington, détective privé indélicat employant des méthodes illégales, qui n'a pas rencontré le succès de Martin Hewitt.
Le Diamant vert (L'Œil vert de Goona) (The Green Eye of Goona : Stories of a Case of Tokay, 1904) est un roman policier humoristique centré sur les tentatives de divers personnages haut en couleur pour s'emparer d'un joyau sorti clandestinement des Indes dans un fût de vin.

## Œuvre

### Romans

#### SérieMartin Hewitt
- The Red Triangle (1903) Publié en français sous le titre Le Triangle rouge, Paris, Tallandier, coll. « Romans mystérieux » (1913)

#### Autres romans
- A Child of the Jago (en) (1896)
- To London Town (1899)
- Cunning Murrell (1900)
- The Hole in the Wall (1902)
- The Green Eye of Goona : Stories of a Case of Tokay (1904), aussi paru sous le titre The Green Diamond Publié en français sous le titre Le Diamant vert (L'Œil vert de Goona), Paris, Société nouvelle du magazine illustré "Madame et Mousieur" (1910) ; réédition sous le titre L'Œil vert de Goona, traduction revue par Jean-Daniel Brèque, Encino, Californie, Black Coat Press, Rivière Blanche, coll. Baskerville no 29, 2016  (ISBN 978-1-61227-500-0)

### Recueil de nouvelles

#### SérieMartin Hewitt
- Martin Hewitt, Investigator (1894) Publié en français sous le titre Les Enquêtes du prestigieux Hewitt, Paris, Éditions Stock, coll. « Bibliothèque cosmopolite » no 57 (1912)
- The Chronicles of Martin Hewitt (1895) Publié en français sous le titre Les Nouvelles Enquêtes du prestigieux Hewitt, Paris, Éditions Stock, coll. « Bibliothèque cosmopolite » no 58 (1912)
- The Adventures of Martin Hewitt (1896) Publié en français sous le titre Les Dernières Enquêtes du prestigieux Hewitt, Paris, Éditions Stock, coll. « Bibliothèque cosmopolite » no 59 (1912)

##### Éditions françaises de la sérieMartin Hewitt
Les recueils français suivants exercent un choix de nouvelles qui ne respectent pas celui des recueils originaux :
- Sous la griffe de Martin Hewitt, Paris, Tallandier, coll. « Romans mystérieux » (1911)
- Le Mystère de la tortue, Paris, Tallandier, coll. « Romans mystérieux » (1912) ; réédition sous le titre L'étrange Aventure du Nicobar, Paris, La Renaissance du Livre (1932)
- L'Heure révélatrice, Paris, Tallandier, coll. « Romans mystérieux » (1913) ; réédition, Paris, La Renaissance du Livre, coll. « Le Disque rouge », 1932 ; réédition avec une postface de Michel Lebrun, Genève/Paris, Slatkine, coll. « Morts subites », 1981  (ISBN 2-05-100316-5)
- La Main de gloire, Paris, Tallandier, coll. « Romans mystérieux » (1913)
- Martin Hewitt, détective, Toulouse, Éditions Ombres, coll. « Petite bibliothèque Ombre. Les Classiques de l'aventure et du mystère » no 119, 1998  (ISBN 2-84142-086-8) Outre une bibliographie complète, cette édition contient, dans une traduction révisée, les nouvelles Les Vols de Lenton Croft, L'Affaire de la torpille Dixon, Le Mystère du camée de Lord Stanway, Le Mystère d'Ivy Cottage, L'Affaire des lingots du Nicobar, L'Affaire de la disparition de Laker, L'Affaire des lanciers de Flitterbat

#### SérieHorace Dorrington
- The Dorrington Deed Box (1897) Publié en français sous le titre Dorrington, détective marron, Éditions Stock, coll. « Bibliothèque cosmopolite » no 64 (1912)

#### Autres recueil de nouvelles
- The Shadows Around Us: Authentic Tales of the Supernatural (1891)
- Tales of Mean Streets (1894)
- Zig-Zags at The Zoo (1894)
- Divers Vanities (1905)
- Green Ginger (1909)
- Fiddle O'Dreams and More (1933)

### Nouvelles

#### SérieMartin Hewitt
Les titres des nouvelles peuvent varier selon les recueils françaises énumérés ci-dessus
- The Lenton Croft Robberies (1894) Publié en français sous le titre Les Vols de Lenton Croft dans le recueil Sous la griffe de Martin Hewitt ou L'Allumette et le Perroquet dans le recueil Les Enquêtes du prestigieux Hewitt
- The Loss of Sammy Crockett (1894) Publié en français sous le titre La Disparition de Sammy Crockett dans le recueil Sous la griffe de Martin Hewitt ou L'Enlèvement du coureur dans le recueil Les Enquêtes du prestigieux Hewitt
- The Case of Mr Foggatt (1894) Publié en français sous le titre L'Affaire de M. Foggatt dans le recueil Sous la griffe de Martin Hewitt ou La Mort de M. Foggatt dans le recueil Les Enquêtes du prestigieux Hewitt
- The Case of the Dixon Torpedo (1894) Publié en français sous le titre Les Plans de la torpille Dixon dans le recueil Le Mystère de la tortue ou La Torpille Dixon dans le recueil Les Enquêtes du prestigieux Hewitt
- The Quinton Jewel Affair (1894) Publié en français sous le titre Les Bijoux de Lady Quinton dans le recueil Sous la griffe de Martin Hewitt ou L'Irlandais persécuté dans le recueil Les Enquêtes du prestigieux Hewitt
- The Stanway Cameo Mystery (1894) Publié en français sous le titre Le Mystère du camée de Lord Stanway dans le recueil Sous la griffe de Martin Hewitt ou Le Mystère du camée Stanway dans le recueil Les Enquêtes du prestigieux Hewitt
- The Affair of the Tortoise (1894) Publié en français sous le titre Le Mystère de la tortue dans le recueil éponyme ou La Tortue dans le recueil Les Enquêtes du prestigieux Hewitt
- The Ivy Cottage Mystery (1895) Publié en français sous le titre L'Énigme d'Ivy Cottage dans le recueil Le Mystère de la tortue ou Le Mystère d'Ivy Cottage dans le recueil Les Nouvelles Enquêtes du prestigieux Hewitt
- The Nicobar Bullion Case (1895) Publié en français sous le titre L'Étrange Aventure du Nicobar dans le recueil Le Mystère de la tortue ou Les Lingots du Nicobar dans le recueil Les Nouvelles Enquêtes du prestigieux Hewitt
- The Holford Will Case (1895) Publié en français sous le titre Le Testament de M. Holford dans le recueil Le Mystère de la tortue ou Le Testament Holford dans le recueil Les Nouvelles Enquêtes du prestigieux Hewitt
- The Case of the Missing Hand (1895) Publié en français sous le titre La Main de gloire dans le recueil éponyme
- The Case of Laker, Absconded (1895) Publié en français sous le titre La Disparition du garçon de recettes dans le recueil L'Heure révélatrice ou La Disparition de Laker, garçon de banque dans le recueil Les Nouvelles Enquêtes du prestigieux Hewitt
- The Case of the Lost Foreigner (1895) Publié en français sous le titre Le Français perdu dans le recueil L'Heure révélatrice ou Une crise d'aphasie dans le recueil Les Nouvelles Enquêtes du prestigieux Hewitt
- The Case of Mr. Geldard's Elopement (1896) Publié en français sous le titre La Fugue de M. Geldard dans le recueil La Main de gloire
- The Case of the Flitterbat Lancers (1896) Publié en français sous le titre Les Lanciers de Flitterbat dans le recueil La Main de gloire
- The Case of the Dead Skipper (1896) Publié en français sous le titre La Fin tragique du capitaine Pullin dans le recueil L'Heure révélatrice ou L'Assassinat du capitaine Pullin dans le recueil Les Dernières Enquêtes du prestigieux Hewitt
- The Case of the Late Mr. Rewse (1896) Publié en français sous le titre L'Heure révélatrice dans le recueil éponyme ou Le Décès de M. Rewse dans le recueil Les Dernières Enquêtes du prestigieux Hewitt
- The Case of the Ward Lane Tabernacle (1896) Publié en français sous le titre La Relique dans le recueil L'Heure révélatrice ou Le Tabernacle de Ward Lane dans le recueil Les Dernières Enquêtes du prestigieux Hewitt
- The Affair of Mrs. Seton's Child (1896) Publié en français sous le titre L'Enfant volé dans le recueil La Main de gloire ou Le Rapt du petit Seton dans le recueil Les Dernières Enquêtes du prestigieux Hewitt
- The Adventure of Channel Marsh (1902) Publié en français sous le titre L'Aventure du marais du canal dans Le Triangle rouge
- The Affair of Samuel's Diamonds (1902) Publié en français sous le titre Les Diamants de M. Samuel dans Le Triangle rouge
- The Case of Mr. Jacob Mason (1902) Publié en français sous le titre L'Affaire de M. Jacob Mason dans Le Triangle rouge
- The Case of the Lever Key (1903) Publié en français sous le titre La Clef de sûreté dans Le Triangle rouge
- The Case of the Burnt Barn (1903) Publié en français sous le titre La Grange incendiée dans Le Triangle rouge
- The Case of the Admiralty Code (1903) Publié en français sous le titre Le Code de télégraphe maritime dans Le Triangle rouge ; réédition de cette nouvelle isolée, Paris, Éditions OPTA, Espionnage no 2 (août 1970)

#### SérieHorace Dorrington
- The Narrative of Mr. James Rigby (1897)
- The Case of Janissary (1897)
- The Affair of the Avalanche Bicycle and Tyre, Co., Ltd. (1897)
- Old Cater's Money (1897)
- The Case of the Mirror of Portugal (1897), réédité sous le titre The Mirror of Portugal en 1926
- The Case of Mr. Loftus Deacon (1897)
- A Black Thread (1926)
- The Sword of His Father (1927)

#### SérieSnorkey Timms
- Snorkey Timms, His Marks (1908)
- Billy Blenkin’s Radium (1909)
- Frenzied Finance (1909)

#### Autres nouvelles
- A Street (1891)
- Behind the Shade (1894)
- On the Stairs (1894)
- Aunt Sarah's Brooch (1899)
- A Blot on St. Basil (1899)
- Lost Tommy Jepps (1902)
- That Brute Simmons (1904)
- Charlwood with a Number (1905)
- A Dead 'Un (1906)
- A Poor Bargain (1906)
- Dobbs's Parrot (1907)
- Cap'en Jollyfax's Gun (1907)
- The Rodd Street Revolution (1908)
- The Stolen Blenkinsop (1908)
- The Copper Charm (1908)
- Filer the Faithless (1909)
- A Lucifo Match (1909)
- Mr. Macfadyen, Mortal (1911)
- A Passed Master (1911)
- Sports of Mugby (1912)
- The East a' Callin' (1913)
- Myxomycetes (1914)
- A Message from de Dead (1925)
- Inside the Tank (1926)
- Lizer's First (1933)
- Lizerunt (1933)
- The Thing in the Upper Room (1934)

### Théâtre
- That Brute Simmons (1904), pièce en un acte tirée de la nouvelle éponyme
- The Dumb-Cake (1907), en collaboration avec Richard Pryce
- A Stroke of Business (1907), en collaboration avec Horace Newte

### Autres publications
- Exhibition of Japanese Prints (1909)
- The Painters of Japan (1911), essai en 2 volumes sur la peinture japonaise
- Guide to an Exhibition of Japanese and Chinese Paintings (1914)

## Sources
: document utilisé comme source pour la rédaction de cet article.
- Claude Mesplède, Dictionnaire des littératures policières, vol. 1 : A - I, Nantes, Joseph K, coll. « Temps noir », 2007, 1054 p. (ISBN 978-2-910686-44-4, OCLC 315873251), p. 959-960 (notice Martin Hewitt)
- Claude Mesplède (dir.), Dictionnaire des littératures policières, vol. 2 : J - Z, Nantes, Joseph K, coll. « Temps noir », 2007, 1086 p. (ISBN 978-2-910686-45-1, OCLC 315873361), p. 391 (notice Arthur Morrison)
- (en) John M. Reilly (Ed.), Twentieth-Century Crime and Mystery Writers, New York, St. Martin's Press, coll. « Twentieth-century writers of the English language », 1982 (réimpr. 1991), 2e éd., 1568 p. (ISBN 978-0-312-82417-4, OCLC 6688156), p. 659-660